# گمینا ویشنگوو
گمینا ویشنگوو (به لهستانی:  Gmina Wiśniewo) یک گمینا در لهستان است که در شهرستان مواوا واقع شده‌است. گمینا ویشنگوو ۹۹٫۳۱ کیلومتر مربع مساحت و ۵٬۳۹۱ نفر جمعیت دارد.